# Rasa de Terrers
La Rasa de Terrers és un torrent afluent per la dreta de la Rasa de Pujols. Fa un tram inicial del seu curs pel terme municipal de Navès i la resta pel d'Olius.

## Municipis per on passa
Des del seu naixement, la Rasa de Terrers passa successivament pels següents termes municipals.
|                                      | Longitud (en m.) | % del recorregut |
| ------------------------------------ | ---------------- | ---------------- |
| Per l'interior del municipi de Navès | 482              | 25,42%           |
| Per l'interior del municipi d'Olius  | 1.414            | 74,58%           |

## Xarxa hidrogràfica

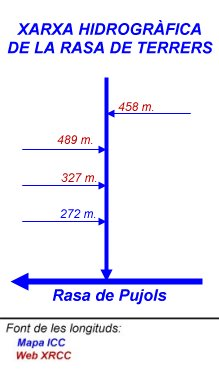
Xarxa hidrogràfica de la Rasa de Terrers

La xarxa hidrogràfica de la Rasa de Terrers està integrada per 5 cursos fluvials (4 de primer nivell de subsidiarietat) que sumen una longitud total de 3.442 m.
El vessant dret de la conca consta de 3 cursos fluvials que sumen una longitud de 1.088 m. mentre que el vessant esquerre inclou 1 sol curs fluvial de 458 m. de longitud.

### Distribució per termes municipals
| Municipi | Longitud que hi transcorre |
| -------- | -------------------------- |
| Navès    | 1.139 m.                   |
| Olius    | 2.303 m.                   |

## Mapa del seu curs
- Mapa de l'ICC